# 跑道意识与咨询系统
跑道意识与咨询系统（英語：Runway Awareness and Advisory System）是一个用于提醒飞机机组成员相对于航班被分配的跑道的位置的电子检测系统。

## 工作原理

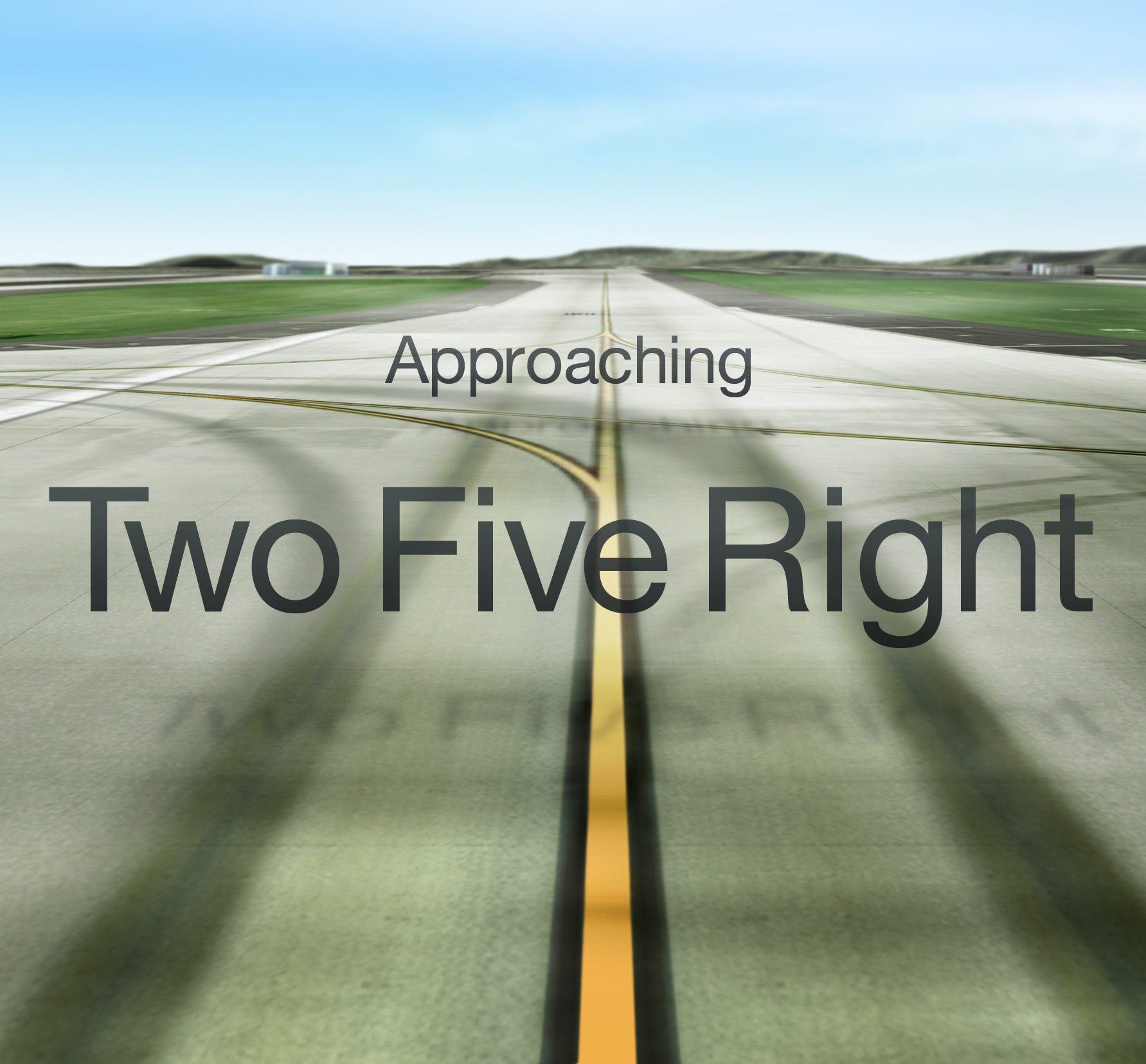
从经常被加入RAAS的SmartRunway系统中所看的视角

RAAS提供声响信号以确认进入跑道，同时也在非指定跑道的滑行道上进行加速时提供警告铃声（表示尝试起飞）。 它可由飞机上的地形意识和警报系统（TAWS）和地面迫近警告系統（EGPWS）的软件更新达到此效果。 此系统由Honeywell所开发。

## 投入使用
阿拉斯加航空在2008年九月宣布其旗下的所有波音737将会于九月底之前全都配备上RAAS。它是第一支完全配备此系统的航空机队。2015年，欧洲最大的廉价航空瑞安航空宣布为了投资保障乘客安全，其旗下整只机群在2016年底全将配备上RAAS。